# Gordon Harris (Fußballspieler)
Gordon Harris (* 2. Juni 1940 in Worksop; † 10. Februar 2014 in Langold) war ein englischer Fußballspieler. Als Mittelfeldspieler, der gleichsam im Zentrum und auf dem linken Flügel eingesetzt werden konnte, war er zu Beginn der 1960er-Jahre beim FC Burnley erst nur Ergänzungsspieler in der Meistermannschaft von 1960, danach jedoch gut sieben Jahre eine feste Größe bei den „Weinroten“.

## Sportlicher Werdegang
Nach seinem Schulabgang arbeitete Harris in der Heimat Nottinghamshire als Bergarbeiter, bevor im Alter von 17 Jahren sein fußballerisches Talent in der Zechenmannschaft Firbeck Colliery auffiel. Er unterzeichnete im Januar 1958 einen Vertrag beim Erstligisten FC Burnley, der sich gerade zu einer der erfolgreichsten englischen Mannschaft dieser Zeit aufschwang. Bei seinem Debüt knapp ein Jahr später gegen Leeds United schoss er auf Anhieb ein Tor zum 3:1-Sieg, aber sowohl in dieser Spielzeit als auch in der Meistersaison 1959/60 kam er nur sporadisch zum Zug – im Titeljahr absolvierte er zwei Ligaspiele, was zu wenig für den Erhalt einer offiziellen Medaille war. Anfang 1961 wurde der etatmäßige Linksaußen Brian Pilkington an die Bolton Wanderers verkauft und Harris füllte anschließend die sich ihm gebotene Lücke.
Im Gegensatz zu vielen anderen Flügelspielern, die eher leichtgewichtig auftraten, war Harris deutlich muskulöser und mit einer höheren physischen Präsenz ausgestattet (sein Spitzname war „Bomber Harris“, angelehnt an den Oberbefehlshaber der britischen Luftwaffe im Zweiten Weltkrieg). Dennoch war er prädestiniert für die Außenbahn, da er auch die notwendige Schnelligkeit mit sich brachte; dazu kam ein harter Linksschuss sowie ein gutes Passspiel. 1962 erreichte er mit Burnley das Endspiel im FA Cup, das aber mit 1:3 gegen Tottenham Hotspur verloren ging. Er war in den 1960ern eine Konstante im Kreativzentrum von Burnley. Dabei harmonierte er zu Beginn der 1960er mit John Connelly, Jimmy McIlroy, Ray Pointer und Jimmy Robson ebenso wie später mit der jüngeren Generation, die aus Akteuren wie Willie Morgan, Andy Lochhead, Willie Irvine und Ralph Coates bestand.
1963 wechselte Harris in die Mitte, wo er fortan mit dem gleichsam kampfstarken Brian O’Neil das Mittelfeldzentrum bildete. Im Januar 1966 bestritt Harris zudem sein erstes und einziges A-Länderspiel für England als Ersatz für Bobby Charlton gegen Polen (1:1) und auch für die kurz darauf anstehende WM im eigenen Land befand er sich im vorläufigen 40-Mann-Kader, wurde dann jedoch bei der Auswahl der 22 finalen Kandidaten nicht berücksichtigt. Der FC Burnley beförderte ihn nach einem Achtungserfolg in der Saison 1966/67 mit dem Einzug ins Viertelfinale im Messepokal im Sommer 1967 zum Mannschaftskapitän, aber noch vor Weihnachten desselben Jahres suspendierte ihn der Verein aus disziplinarischen Gründen. Harris war bekannt für Temperamentsausbrüche und neben Streitigkeiten mit Gegnern und Mitspielern hatte er häufiger Probleme damit, sich Autoritäten unterzuordnen. Es war ein bitter Abschied für den gerade einmal 27-jährigen ehemaligen Leistungsträger und schon im Januar 1968 wurde er für 70.000 Pfund an den Erstligarivalen AFC Sunderland „abgeschoben“.
Die Erwartungen waren in Sunderland auf Anhieb hoch, denn Harris war für die Spielmacherrolle vorgesehen. Der dafür zuvor verpflichtete Jim Baxter hatte nach seinem Wechsel von den Glasgow Rangers enttäuscht und Harris investierte viel darin, diesen Missstand zu beheben. Problematisch war jedoch, dass er mittlerweile deutlich an Schnelligkeit eingebüßt hatte und da die Mannschaft von Trainer Alan Brown insgesamt leistungsschwach war, stieg sie in der Saison 1969/70 als Tabellenvorletzter in die Zweitklassigkeit ab. Früh in der Saison 1971/72 verlor er dann in Sunderland sogar seinen Stammplatz und so wechselte er in die Northern Premier League zum FC South Shields, bei dem er bis 1975 seine aktive Laufbahn ausklingen ließ. Er kehrte dann in die Heimat Nottinghamshire zurück, um dort als Fahrer für das Kohlenwerk zu arbeiten, das er gut zwei Jahrzehnte zuvor verlassen hatte. Im Februar 2014 starb Harris 73-jährig an den Folgen einer Krebserkrankung.